# Білон (сплав)

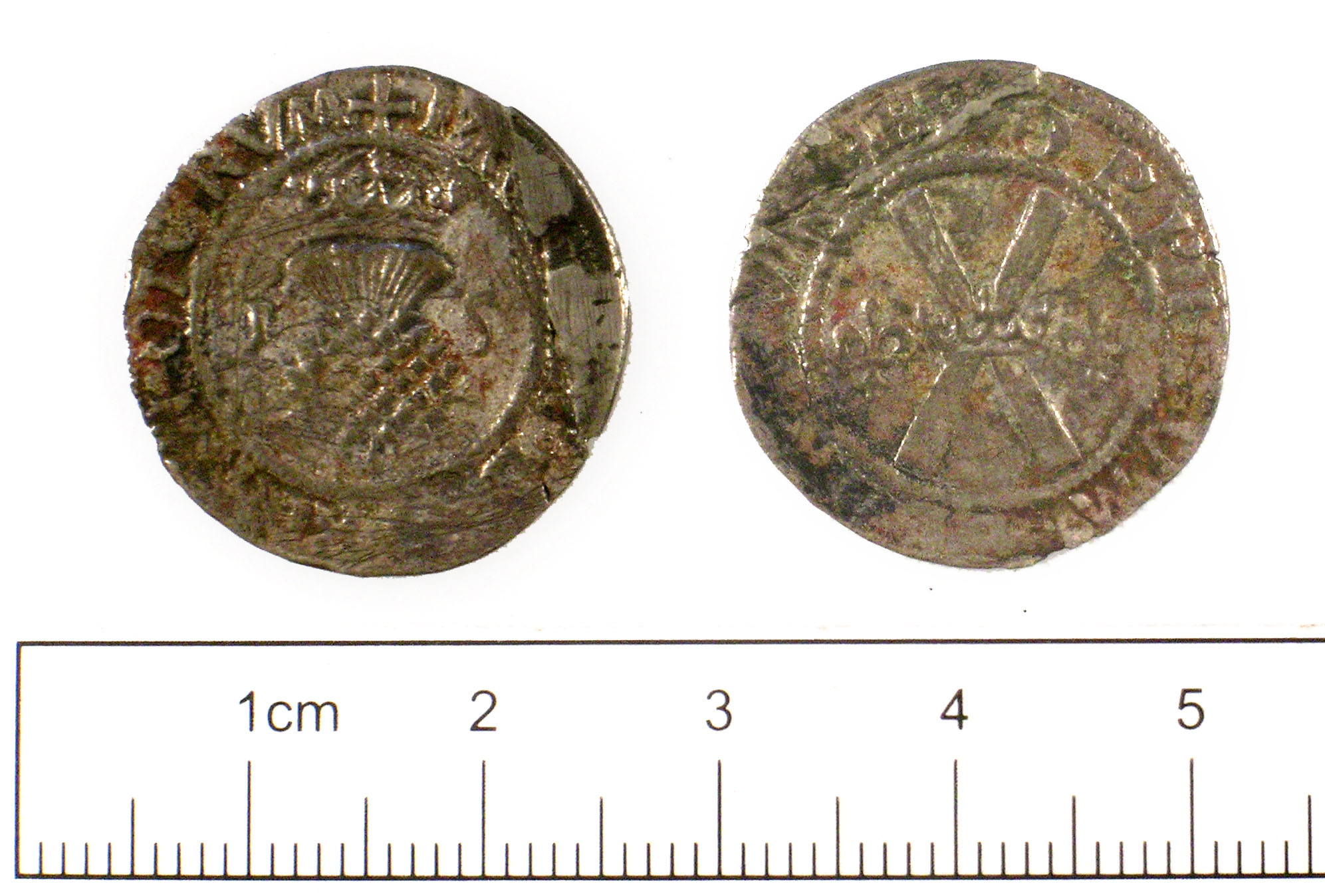
Шотландська монета, виготовлена з білону, номіналом пів-пенні Якова V

Біло́н (фр. billon від bille — «дерев'яна паличка, цурка») — сплав дорогоцінного металу (найчастіше срібла) з великим вмістом недорогоцінних металів (найчастіше міді). Сплав використовується переважно для виготовлення монет, медалей та токенів.